# Consell de Comunitats Castellanes
El Consell de Comunitats Castellanes va ser un projecte d'organisme, ja que mai no va prendre forma de l'any 1999. Havia d'estar format pels llavors presidents autonòmics de la Comunitat de Madrid, Castella i Lleó i Castella-la Manxa: Alberto Ruiz-Gallardón, Juan José Lucas i José Bono respectivament. El nom de Consell de Comunitats Castellanes va aparèixer a la premsa per primera vegada el juliol de 1999.

## Història
El text del primer Estatut d'Autonomia de la Comunitat de Madrid (1983) contemplava a l'article 31.3 una col·laboració "especial" amb les que anomenava ja "comunitats castellanes": "la Comunidad Autónoma de Madrid, por su tradicional vinculación, mantendrá relaciones de especial colaboración con las Comunidades castellanas, para lo cual podrá promover la aprobación de los correspondientes acuerdos y convenios".
En els darrers anys de la dècada de 1990, les reunions dels corresponents presidents es van fer més freqüents. El gener del 1998, en una reunió a Toledo, els tres presidents van coincidir en la necessitat d'una reforma del Senat perquè fos la Cambra de les Autonomies i que aquesta es fes com més aviat millor. L'objectiu inicial d'aquesta reunió va ser abordar la posada en marxa de convenis de col·laboració en matèria de carreteres i medi ambient.
Més tard, el juliol de 1999, Alberto Ruiz-Gallardón, amb l'objectiu de decidir amb un ens estable sobre les qüestions que afectaven i afecten tres de les "comunitats castellanes", va manifestar en el debat d'investidura com a president de la Comunitat de Madrid tenia la intenció de crear un òrgan "de decisió" comú amb les dues Castelles, amb l'objectiu d'"unir unes veus que sempre han tingut molt en comú per establir convenis i proposar a l'Estat actuacions que beneficiaran un nombre molt considerable de ciutadans que superen l'àmbit territorial de cada Comunitat” (A. Ruiz-Gallardón, Assemblea de Madrid, 6-VII-1999).
A finals de juliol del 1999, un diari madrileny anunciava "el pacte de Madrid i les dues Castelles fixarà que Telemadrid emeti a les tres regions". Aleshores, les televisions autonòmiques de Castella-la Manxa (2001) i Castella i Lleó (2009) no existien. Aquesta extensió de Telemadrid a les comunitats castellanes esmentades no partia del no-res, ja que ja es va anunciar el 1997 que la televisió autonòmica madrilenya emetria informatius per a les comunitats castellanes esmentades. D'aquestes emissions d'informatius, la premsa deia: "Que després aquestes emissions es puguin veure a Toledo o Valladolid és [sic] una casualitat a què ningú no s'hi oposarà".